# Octoporia podobeda
Octoporia podobeda is een tweekleppigensoort uit de familie van de Cuspidariidae. De wetenschappelijke naam van de soort is voor het eerst geldig gepubliceerd in 1994 door Krylova.